# Pseudopallene malleolata
Pseudopallene malleolata är en havsspindelart som först beskrevs av Sars, G.O. 1879.  Pseudopallene malleolata ingår i släktet Pseudopallene och familjen Callipallenidae. Inga underarter finns listade i Catalogue of Life.